# National Museum of Ghana
Il Museo Nazionale del Ghana si trova ad Accra, capitale del Ghana, ed è il più grande e più antico dei musei ghanesi.
L'edificio del museo è stato inaugurato il 5 marzo 1957, nell'ambito delle celebrazioni dell'indipendenza del Ghana dalla Gran Bretagna. L'Università del Ghana, a Legon, un sobborgo di Accra, è stata determinante per la sua apertura. Primo direttore del Museo è stato l'inglese Arnold Walter Lawrence.
La collezione permanente comprende reperti archeologici, come reperti preistorici, ma anche ampio materiale sul recente passato storico.
Ci sono anche oggetti provenienti da altri paesi africani acquisiti attraverso lo scambio. Gli esempi sono maschere Senfu della Costa d'Avorio, figure Zulu in legno e oggetti di perle dall'Africa del sud ed anche delle teste di bronzo, antiche sculture dalla Nigeria e dalla Repubblica Democratica del Congo. Una piccola parte è dedicata all'arte contemporanea ghanese con dipinti eseguiti ad olio, pastelli, acrilici, acquerelli e collage. Oltre a alla pittura un'altra parte è dedicata alla scultura.